# Ludolf von Uslar
Ludolf Wedekind von Uslar (Nützen, 3. siječnja 1867. -  Hamburg, 28. srpnja 1939.) je bio njemački admiral i vojni zapovjednik. Tijekom Prvog svjetskog rata bio je načelnik stožera Baltičkog pomorskog područja.

## Vojna karijera
Ludolf von Uslar rođen je 3. siječnja 1867. u Nützenu. U mornaricu je stupio u travnju 1885. godine, te je temeljnu obuku prošao na školskom brodu SMS Niobe. Potom od listopada 1885. pohađa Pomorsku akademiju, nakon čega daljnju obuku provodi na oklopnim fregatama SMS Prinz Adalbert i SMS Gneisenau. Nakon dodatne obuke koja je trajala od ožujka do svibnja 1888., služi na bojnom brodu SMS Württemberg, nakon čega se ponovno usavršava na Pomorskoj akademiji. Potom služi u II. odjelu torpednih čamaca, nakon čega služi na bojnom brodu SMS Prussen.  U veljači 1891. upućen je u istočnu Aziju gdje služi u Istočnoazijskoj eskadri i to na topovnjači SMS Iltis. U kolovozu 1893. vraća se u Njemačku gdje služi u Carskom brodogradilištu u Wilhelmshavenu.
Godine 1907. Uslar postaje načelnikom općeg odjela za mobilizaciju pri ministarstvu mornarice. Navedenu dužnost obnaša do rujna 1910. kada postaje zapovjednikom modernog bojnog krstaša SMS Gneisenau. Dužnost zapovjednika obnaša do lipnja 1912. godine.

## Prvi svjetski rat
Početak Prvog svjetskog rata Uslar dočekuje na mjestu načelnika stožera Baltičkog pomorskog područja kojim je zapovijedao Henrik Pruski. U travnju 1918. unaprijeđen je u čin kontraadmirala nakon čega postaje zapovjednikom njemačkih pomorskih snaga u Finskoj zamijenivši na tom mjestu kontraadmirala Huga Meurera.

## Poslije rata
Nakon završetka rata Uslar do travnja 1919. služi u Baltičkom pomorskom području. Potom od lipnja 1919. služi kao povjerenik u ministarstvu mora u Hamburgu. U rujnu 1919. promaknut je u čin viceadmirala.
Ludolf von Uslar preminuo je 28. srpnja 1939. godine u 72. godini života u Hamburgu.